# Dystrykt Peszawar
Dystrykt Peszawar (urdu: ضلع پشاور, Peshawar) – dystrykt w północnym Pakistanie w prowincji Chajber Pasztunchwa. W 1998 roku liczył 2 026 851 mieszkańców (z czego 52.,55% stanowili mężczyźni) i obejmował 235 215 gospodarstw domowych. Siedzibą administracyjną dystryktu jest Peszawar.